# Пам'ятник Героям Небесної Сотні (Біла Церква)
Пам'ятник Героям Небесної Сотні (Біла Церква) — архітектурний монумент, встановлений 2016 року на згадку про Героїв Небесної Сотні. Пам'ятник розташований на території парку Слави в м. Біла Церква. Автор проекту — білоцерківський скульптор Олександр Виговський, скульптори: Олександр Стефанов та Михайло Іжик.
Автор був активним учасником Революції гідності і присвятив цей твір загиблим героям української революції 2013—2014 років.
Скульптура зображує трьох протестувальників в касках. Двоє мають щити зі слідами від куль. Третій протестувальник кидає пляшку з коктейлем Молотова. Також в скульптурі присутній образ Михайлівського Золотоверхого монастиря, священники і прихожани якого відіграли важливу роль під час революції, а ворота були відчинені для поранених.
Деталлю скульптурної композиції є відвалений від України Крим, що є образом анексії Криму Російською Федерацією 2014 року.